# Lạc Tánh
Lạc Tánh là thị trấn huyện lỵ của huyện Tánh Linh, tỉnh Bình Thuận, Việt Nam.
Thị trấn Lạc Tánh có diện tích 38,16 km², dân số năm 1999 là 13.739 người, mật độ dân số đạt 360 người/km².